# Taehŭng-gun
Taehŭng-gun (koreanska: 대흥군) är en kommun i Nordkorea.   Den ligger i provinsen Södra P'yŏngan, i den centrala delen av landet, 150 km nordost om huvudstaden Pyongyang.